# Racovița (okręg Gorj)
Racovița – wieś w Rumunii, w okręgu Gorj, w gminie Polovragi. W 2011 roku liczyła 479 mieszkańców.